# فابيان تايلور
فابيان تايلور (بالإنجليزية: Fabian Taylor)‏ (13 أبريل 1980 بكينغستون في جامايكا - ) هو لاعب كرة قدم جامايكي في مركز الهجوم. شارك مع منتخب جامايكا لكرة القدم. أما مع النوادي، فقد لعب مع نادي هاربور فيو ونيويورك ريد بولز وNotodden FK ‏.

## وصلات خارجية
- فابيان تايلور على موقع الاتحاد الدولي (مؤرشف)  (الإنجليزية)
- فابيان تايلور على موقع الدوري الأمريكي (الإنجليزية)
- فابيان تايلور على موقع قاعدة بيانات كرة القدم.إي يو (الإنجليزية)
- فابيان تايلور على موقع ناشيونال فوتبول تيمز (الإنجليزية)
- فابيان تايلور على موقع Soccerway.com (الإنجليزية)